# Finnische Badmintonmeisterschaft 2010
Die Finnische Badmintonmeisterschaft 2010 fand vom 5. bis zum 7. Februar 2010 in Helsinki statt.

## Sieger und Platzierte
| Disziplin    | Gold                          | Silber                           | Bronze                          |
| ------------ | ----------------------------- | -------------------------------- | ------------------------------- |
| Herreneinzel | Ville Lång                    | Eetu Heino                       | Kasper Lehikoinen               |
| Herreneinzel | Ville Lång                    | Eetu Heino                       | Markus Heikkinen                |
| Dameneinzel  | Nanna Vainio                  | Saara Hynninen                   | Elina Väisänen                  |
| Dameneinzel  | Nanna Vainio                  | Saara Hynninen                   | Airi Mikkelä                    |
| Herrendoppel | Mikko Vikman Ville Lång       | Petri Hyyryläinen Tuomas Karhula | Sami Turunen Oskari Saarinen    |
| Herrendoppel | Mikko Vikman Ville Lång       | Petri Hyyryläinen Tuomas Karhula | Marko Pyykönen Tuomas Nuorteva  |
| Damendoppel  | Noora Virta Sanni Rautala     | Saara Hynninen Leena Löytömäki   | Johanna Tusa Johanna Rajasärkkä |
| Damendoppel  | Noora Virta Sanni Rautala     | Saara Hynninen Leena Löytömäki   | Mathilda Lindholm Jenny Nyström |
| Mixed        | Tuomas Nuorteva Sanni Rautala | Eetu Heino Noora Virta           | Sami Turunen Elina Väisänen     |
| Mixed        | Tuomas Nuorteva Sanni Rautala | Eetu Heino Noora Virta           | Santtu Hyvärinen Taru Vikman    |